# Žestilac
Žestilac (olaszul: Sestilaz) falu Horvátországban Tengermellék-Hegyvidék megyében. Közigazgatásilag Dobrinjhoz tartozik.

## Fekvése
Krk keleti részén, községközpontjától 3 km-re keletre a sziget belsejében, a legközelebbi tengerparttól a Petrina-öböltől mintegy 2 km-re fekszik.

## Története
Ive Jelenović horvát nyelvész, néprajzkutató és filológus szerint neve a juhar egyik fajtájának horvát nevéből a žestiloból ered. A 19. század elejéből osztrák uralom alatt állt, majd 1867-től 1918-ig az Osztrák-Magyar Monarchia része volt. 1880-ban 55, 1910-ben 86 lakosa volt. Az Osztrák–Magyar Monarchia bukását rövid olasz uralom követte, majd a település a Szerb–Horvát–Szlovén Királyság része lett. A második világháború idején előbb olasz, majd német csapatok szállták meg. A háborút követően újra Jugoszlávia, majd az önálló horvát állam része lett. 2011-ben 8 lakosa volt.

## Lakosság
| Lakosság változása | Lakosság változása | Lakosság változása | Lakosság változása | Lakosság változása | Lakosság változása | Lakosság változása | Lakosság változása | Lakosság változása | Lakosság változása | Lakosság változása | Lakosság változása | Lakosság változása | Lakosság változása | Lakosság változása | Lakosság változása |
| ------------------ | ------------------ | ------------------ | ------------------ | ------------------ | ------------------ | ------------------ | ------------------ | ------------------ | ------------------ | ------------------ | ------------------ | ------------------ | ------------------ | ------------------ | ------------------ |
| 1857               | 1869               | 1880               | 1890               | 1900               | 1910               | 1921               | 1931               | 1948               | 1953               | 1961               | 1971               | 1981               | 1991               | 2001               | 2011               |
| 0                  | 0                  | 55                 | 66                 | 66                 | 86                 | 58                 | 43                 | 27                 | 21                 | 12                 | 9                  | 6                  | 4                  | 8                  | 8                  |